# 王崇质
王崇质（?—?），五代十国南唐官员。
王崇质在南唐官至礼部尚书。保大十四年（956年）三月，唐元宗李璟派遣司空孙晟与礼部尚书王崇质奉表进见周世宗请降，献黄金千两，白银十万两，罗绮二千匹。孙晟自知不免一死，在路上对王崇质说：“王君家有百口，应好好打算。我已考虑成熟，最终不辜负永陵烈祖的在天之灵，其余不知。”周世宗打算取得南唐全部江北之地，唐使者李德明请求返归禀告李璟，周世宗同意。孙晟便请派王崇质与李德明一道返归。李德明盛赞周世宗威德、后周军队强盛，规劝李璟割让长江以北之地。南唐枢密使陈觉、副使李徵古素来憎恶李德明和孙晟，让王崇质说得同李德明不一样，以诬陷李德明。李璟于是将李德明在街市斩首。